# Heubühl
Heubühl ist ein Gemeindeteil der Kreisstadt Roth im Landkreis Roth (Mittelfranken, Bayern). Heubühl liegt in der Gemarkung Birkach.

## Geographische Lage
Das Dorf liegt am nördlichen Rand des Fränkischen Seenlandes, etwa einen Kilometer nordwestlich des Rothsees. Als Streusiedlung gliedert es sich in die Bereiche Oberheubühl, Mittelheubühl, Vorderheubühl und die 1 km weiter westlich auf einer Waldlichtung liegende Einöde Hinterheubühl. Von Roth ist es etwa 4 km entfernt.

## Geschichte
Heubühl wurde 1807 als Kolonie angelegt.
Im Rahmen des Gemeindeedikts (frühes 19. Jahrhundert) wurde Heubühl dem Steuerdistrikt Guggenmühle und der Ruralgemeinde Birkach zugewiesen. Am 1. Januar 1975 wurde Heubühl im Zuge der Gebietsreform in Bayern nach Roth eingemeindet.

### Einwohnerentwicklung
| Jahr      | 001818 | 001836 | 001861 | 001871 | 001885 | 001900 | 001925 | 001950 | 001961 | 001970 | 001987 | 002014 | 002018 |
| Einwohner | 43     | 67     | 82     | 73     | 60     | 80     | 61     | 67     | 62     | 79     | 92     | 129    | 152    |
| Häuser    | 9      | 18     |        |        | 16     | 16     | 15     | 16     | 17     |        | 22     |        |        |
| Quelle    | [ 9 ]  | [ 10 ] | [ 11 ] | [ 12 ] | [ 13 ] | [ 14 ] | [ 15 ] | [ 16 ] | [ 17 ] | [ 18 ] | [ 19 ] |        | [ 1 ]  |

## Religion

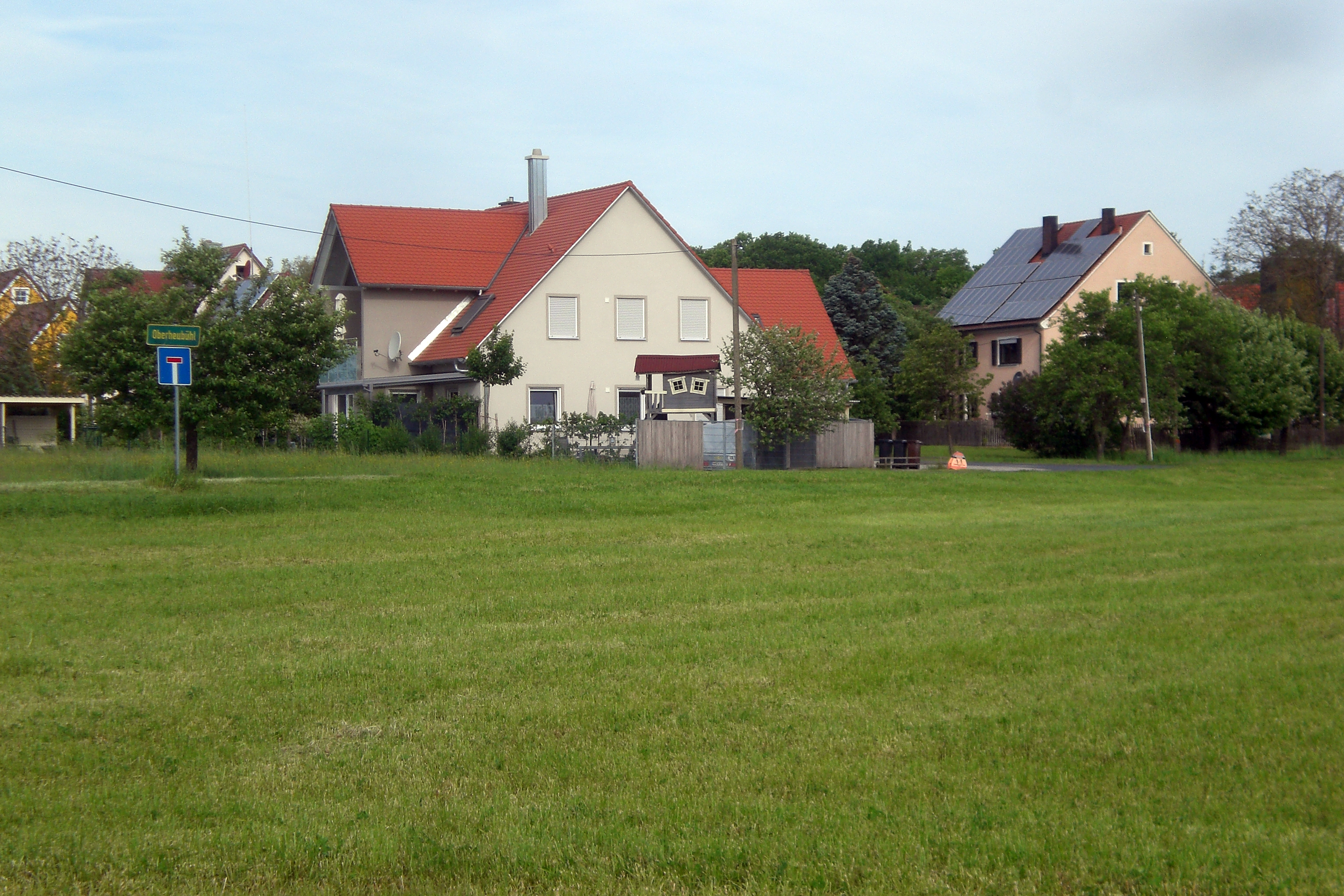
Oberheubühl (2024)

Heubühl ist römisch-katholisch geprägt und bis heute nach Mariä Himmelfahrt (Allersberg) gepfarrt. Die Einwohner evangelisch-lutherischer Konfession sind nach Eckersmühlen gepfarrt.